# Klementowice
Klementowice is een dorp in de Poolse woiwodschap Lublin. De plaats maakt deel uit van de gemeente Kurów en telt 1391 inwoners.

## Verkeer en vervoer
- Station Klementowice